# Philippe Pétain (timbre)
Les types Philippe Pétain ou, plus couramment, types Pétain, sont six séries de timbres français d'usage courant, de petit format pour cinq d'entre elles et de grand format pour la sixième, représentant Philippe Pétain.
Ils sont mis en service sous le régime de Vichy en 1941 et 1942. Dès la Libération, les derniers d'entre eux sont retirés du service. Tous sont démonétisés le 1er novembre 1944 ; ils sont parmi les rares timbres français à être frappés par cette mesure.

## Histoire
Avec l'instauration du régime de Vichy en France le 10 juillet 1940, le terme de « République française » disparaît de tous les actes officiels. Tous les timbres qui jusque là portent cette mention doivent être retirés de la circulation ; la légende « POSTES FRANÇAISES » remplace l'ancien texte. Le motif du timbre change aussi et les allégories symbolisant la troisième République sont bannies. L'effigie du chef de l'État français s'impose, notamment pour la plus grande partie des timbres d'usage courant, en rupture avec une tradition établie depuis 1870 et qui veut qu'aucun personnage vivant ne soit représenté sur un timbre.
Cinq dessinateurs proposent leur projet, plusieurs fois corrigés et retouchés. La gamme de timbres est scindée en six séries, trois imprimées en typographie rotative, trois en taille-douce. Le dessin retenu pour les trois valeurs faciales les plus faibles étant mal accueilli, y compris par Pétain lui-même, les timbres de cette courte série sont retirés au bout de quelques mois. L'impression des timbres en taille-douce, et pas seulement ceux à l'effigie de Pétain, est fortement réduite par la pénurie de fournitures qui affecte l'atelier du timbre dès le mois de juin 1942.
Tous les timbres à l'effigie de Pétain sont démonétisés le 1er novembre 1944, dont ceux des séries d'usage courant. En France, seules quelques autres séries de timbres sont concernées par cette mesure rarement prise.

## Description

### Petits formats
Cinq séries d'usage courant représentant Philippe Pétain en petit format sont mises en circulation à partir de 1941. Sur deux d'entre elles, dessinées par Jean Vital Prost et Jean Bersier, la tête de Pétain, sans képi, est représentée de profil gauche dans un cercle au fond coloré. Paul-Pierre Lemagny propose un autre dessin où la tête de Pétain, toujours son profil gauche, est coiffée d'un képi ; le fond rectangulaire du timbre est coloré ; ce dessin fait l'objet de deux gravures et engendre deux séries différentes, selon le mode d'impression retenu. La dernière série, dessinée par Bougnenec, se compose d'un unique timbre imprimé en taille-douce où Pétain figure nue-tête, de trois-quarts face, dans un cadre au fond composé de lignes estompées.

#### TypeProst
Ces timbres sont dessinés et gravés par Jean Vital Prost. Au format 20 × 24 mm et dentelés 14 x 13½, ils sont imprimés en typographie rotative par feuilles de 100.
| Valeur faciale | Couleur    | Émission   | Retrait    | Tirage     |
| -------------- | ---------- | ---------- | ---------- | ---------- |
| 20 c           | lilas-rose | 04/12/1941 | 14/03/1942 | 5 400 000  |
| 30 c           | rouge      | 25/10/1941 | 02/03/1942 | 37 950 000 |
| 40 c           | outremer   | 30/10/1941 | 02/03/1942 | 14 350 000 |

#### TypeBersier
Ces timbres sont dessinés par Jean Bersier et gravés par Jules Piel. Au format 20 × 24 mm et dentelés 14 x 13½, ils sont imprimés en typographie rotative par feuilles de 100.
| Valeur faciale | Couleur    | Émission   | Retrait    | Remarques                                   |
| -------------- | ---------- | ---------- | ---------- | ------------------------------------------- |
| 1,50 F         | rose       | 17/12/1941 |            | tirage : 265 020 000                        |
| 2 F            | vert       | 27/12/1941 | 01/11/1944 | tirage : 226 430 000                        |
| 2,50 F         | outremer   | 20/10/1941 | 16/04/1942 | tirage : 16 240 000                         |
| 3 F            | orange     | 14/10/1941 | 01/11/1944 | tirage : 197 040 000                        |
| 1,50 F         | brun rouge | 14/02/1942 | 01/09/1944 | tirage : 3 852 800 000                      |
| 2,40 F         | rouge      | 20/03/1942 | 01/11/1944 | tirage : 33 683 000                         |
| 50 c + 2,50 F  | outremer   | 14/09/1942 | 25/03/1943 | surtaxe Secours national tirage : 5 500 000 |
| 2 F            | vert       | 01/03/1941 |            | préoblitéré                                 |

#### TypeLemagny-Hourriez
Ces timbres sont dessinés par Paul-Pierre Lemagny et gravés par Georges Hourriez. Au format 20 × 24 mm et dentelés 14 x 13½, ils sont imprimés en typographie rotative par feuilles de 100.
| Valeur faciale | Couleur    | Émission   | Retrait    | Remarques            |
| -------------- | ---------- | ---------- | ---------- | -------------------- |
| 50 c           | vert       | 26/11/1941 | 16/04/1942 | tirage : 93 110 000  |
| 70 c           | bleu       | 04/12/1941 | 16/04/1942 | tirage : 23 340 000  |
| 80 c           | brun       | 13/09/1941 | 23/01/1942 | tirage : 35 740 000  |
| 1 F            | rouge      | 12/08/1941 | 01/09/1944 | tirage : 963 891 968 |
| 60 c           | violet     | 19/02/1942 | 01/09/1944 | tirage : 110 410 000 |
| 70 c           | orange     | 21/01/1942 | 01/09/1944 | tirage : 72 550 000  |
| 80 c           | vert-jaune | 27/01/1942 | 01/11/1944 | tirage : 61 370 000  |
| 1,20 F         | brun-rouge | 21/01/1942 | 01/11/1944 | tirage : 238 348 992 |
| 4 F            | bleu       | 15/12/1942 | 01/09/1944 | tirage : 200 118 000 |
| 4,50 F         | vert       | 15/12/1942 | 01/09/1944 | tirage : 54 568 000  |
| 70 c           | orange     | 01/03/1941 |            | préoblitéré          |
| 1,20 F         | brun       | 01/03/1941 |            | préoblitéré          |

#### TypeLemagny-Gandon
Ces timbres sont dessinés par Paul-Pierre Lemagny et gravés par Pierre Gandon. Au format 22 × 26 mm et dentelés 14 x 13½, ils sont imprimés en taille-douce par feuilles de 100.
| Valeur faciale | Couleur | Émission   | Retrait    | Tirage     |
| -------------- | ------- | ---------- | ---------- | ---------- |
| 4 F            | bleu    | 31/03/1942 | 01/11/1944 | 30 000 000 |
| 4,50 F         | vert    | 12/05/1942 | 01/11/1944 | 29 000 000 |

#### TypeBouguenec
Ce timbre est dessiné par Bouguenec et gravé par Charles Mazelin. Au format 22 × 26 mm et dentelés 14 x 13½, il est imprimé en taille-douce par feuilles de 100.
| Valeur faciale | Couleur   | Émission   | Retrait    | Tirage     |
| -------------- | --------- | ---------- | ---------- | ---------- |
| 5 F            | vert-bleu | 01/06/1942 | 01/11/1944 | 80 000 000 |

### Grand format
Cet unique timbre en grand format de série courante est dessiné et gravé par Charles Mazelin. Au format 26 × 40 mm et dentelé 14 x 13½, il est imprimé en taille-douce par feuilles de 25. Philippe Pétain, en buste et en civil, y est représenté de trois-quarts face.
| Valeur faciale | Couleur | Émission   | Retrait    | Tirage    |
| -------------- | ------- | ---------- | ---------- | --------- |
| 50 F           | noir    | 26/07/1942 | 01/11/1944 | 1 353 000 |

Plusieurs autres timbres de grand format représentent Philippe Pétain en uniforme. Dessinés et gravés par Jules Piel, ils ne sont pas considérés comme « d'usage courant ».

### Timbres de la Libération
À la Libération, plusieurs types de timbres dont les séries Pétain sont surchargés dans des villes de province à partir des stocks des bureaux de poste ; ce sont les « timbres de la Libération ». Sur les 132 surcharges recensées, seules quinze sont officiellement reconnues par l'administration des Postes. Elles affectent des aspects très variables, mais il s'agit le plus généralement des lettres « RF » (République française) et/ou d'une croix de Lorraine qui barrent plus ou moins complètement le timbre.

### Faux

#### «Faux de Londres»
Également appelés « faux de l'Intelligence Service », des timbres appartenant à plusieurs types dont huit aux séries Pétain de petit format sont imprimés à Londres par Waterlow and Sons (en) avant 1942 mais ne sont qu'exceptionnellement connus sur lettre. Ces timbres bien imités sont destinés à affranchir des courriers et des tracts de propagande diffusés en France et, par mesure de sécurité, très peu d'entre eux sont conservés par leurs destinataires.

#### «Faux de la Résistance»
En 1944, la Résistance imprime plus 3 500 000 timbres de 1,50 F au type Bersier dans diverses nuances du brun-rouge au brun-noir. Ces timbres sans gomme servent de manière effective à l'affranchissement du courrier du 20 janvier au 30 mai 1944 ; les résistants ne pouvaient se rendre dans les bureaux de poste pour y acheter des timbres en nombre. En outre cette économie parallèle, quelle que soit l'origine du faux, représente un manque à gagner, même minime, pour le régime en place.